# 仕出川
仕出川（しでがわ）は、徳島県徳島市を流れる勝浦川水系の河川。八多川の支流。

## 地理
二級河川・勝浦川の主要河川である八多川の支流であり、水源は徳島市八多町にある。徳島県道33号小松島佐那河内線沿いに流れている。この仕出川流域は東山渓県立自然公園に指定されている。

## 流域の主な施設
- 中津峰山
- 犬飼農村舞台